# Sakay Ottawa
Sakay Ottawa (prononcé /ˈsɑːɢɪ ˈɔtːoɒ/,,) est un auteur-compositeur-interprète, réalisateur et pédagogue atikamekw né en 1977 à Manawan au Québec (Canada). Il écrit et chante surtout dans sa langue maternelle, l'atikamekw, mais aussi en innu-aimun et en français,,. 

## Biographie
Sakay Ottawa commence la musique vers l'âge de 10 ans. Il se met d'abord au piano, puis à la guitare. Il écrit ses premières chansons à cette époque. Il lance son premier album en 2007, alors âgé de 30 ans. En 2008, son spectacle clôture le colloque annuel d’Amnistie internationale sur les droits des Autochtones. La même année, il se produit lors du 400e anniversaire de Québec.
En plus d'être musicien, Sakay Ottawa œuvre dans le milieu de l'éducation. Il est détenteur d'un baccalauréat en éducation préscolaire et primaire à l'Université du Québec à Chicoutimi,. Il a notamment été enseignant, directeur des services éducationnels, linguistiques et culturels au Conseil de la Nation atikamekw et consultant pour le Conseil atikamekw de Manawan avant de devenir directeur de l'école secondaire Otapi de Manawan,.
En outre, Sakay Ottawa réalise des courts métrages avec l'équipe de Wapikoni,,.

## Influences et style musical
Les pièces composées et interprétées par Sakay Ottawa appartiennent à la musique folk ou folk-rock,. Dans ses textes, Sakay Ottawa parle de son histoire, son cheminement et sa spiritualité, ainsi que des traditions atikamekw. Son œuvre est influencé par Florent Vollant et son groupe Kashtin, ainsi que Neil Young et les Rolling Stones.

## Discographie
Le premier album d'Ottawa, intitulé Ekote ota (« C'est d'ici d'où je viens »), comporte 10 pièces, toutes en atikamekw sauf une. Son deuxième album Ni wi witen (« Je veux exprimer »), lancé le 27 novembre 2016, est nommé en 2018 aux Indigenous Music Awards dans la catégorie du meilleur album en langue autochtone, inuite ou française.